# Concepción (Sololá)
Concepción (en honor a su santa patrona, la Inmaculada Concepción) es un municipio del departamento de Sololá de región sur-occidente de la República de Guatemala. El municipio se caracteriza por tener una población 100% de raza (etnia) indígena.
Fue fundado como una de las reducciones o «doctrinas», por los frailes franciscanos durante la época colonial. Luego de la Independencia de Centroamérica pasó a formar parte del departamento de Sololá; y en 1838 fue parte del efímero Estado de Los Altos hasta que este fue reincorporado al Estado de Guatemala por el general conservador Rafael Carrera en 1840.  Posteriormente, tras la Reforma Liberal de 1871, el 12 de agosto de 1872 el gobierno de facto del presidente provisorio Miguel García Granados creó el departamento de Quiché, al que adjudicó gran parte del territorio de Sololá, aunque Concepción permaneció en este último.

## Toponimia
Muchos de los nombres de los municipios y poblados de Guatemala constan de dos partes: el nombre del santo católico que se venera el día en que fueron fundados y una descripción con raíz náhuatl; esto se debe a que las tropas que invadieron la región en la década de 1520 al mando de Pedro de Alvarado estaban compuestas por soldados españoles y por indígenas tlaxcaltecas y cholultecas.  En algunos casos, los poblados solamente conservan el nombre del santo, como en el caso de Concepción, que debe su nombre a la Virgen de Concepción.

## Demografía
El municipio tiene una población aproximada de 6906 habitantes según el censo de población del año 2018 con una densidad de 173 personas por kilómetro cuadrado. Se registró un 100 % de población indígena en el municipio, mayoritariamente de etnia Kaqchikel y 1% Achí.
La población se divide en 4,212 habitantes en área urbana representando el 61% de la población total y el 39% representa el área rural con 2,693 habitantes.

## Geografía física
El municipio de Concepción tiene una extensión territorial de 40 km².

### Clima
La cabecera municipal de Concepción tiene clima templado (Clasificación de Köppen: Csb).
| Parámetros climáticos promedio de Concepción | Parámetros climáticos promedio de Concepción | Parámetros climáticos promedio de Concepción | Parámetros climáticos promedio de Concepción | Parámetros climáticos promedio de Concepción | Parámetros climáticos promedio de Concepción | Parámetros climáticos promedio de Concepción | Parámetros climáticos promedio de Concepción | Parámetros climáticos promedio de Concepción | Parámetros climáticos promedio de Concepción | Parámetros climáticos promedio de Concepción | Parámetros climáticos promedio de Concepción | Parámetros climáticos promedio de Concepción | Parámetros climáticos promedio de Concepción |
| Mes                                          | Ene.                                         | Feb.                                         | Mar.                                         | Abr.                                         | May.                                         | Jun.                                         | Jul.                                         | Ago.                                         | Sep.                                         | Oct.                                         | Nov.                                         | Dic.                                         | Anual                                        |
| -------------------------------------------- | -------------------------------------------- | -------------------------------------------- | -------------------------------------------- | -------------------------------------------- | -------------------------------------------- | -------------------------------------------- | -------------------------------------------- | -------------------------------------------- | -------------------------------------------- | -------------------------------------------- | -------------------------------------------- | -------------------------------------------- | -------------------------------------------- |
| Temp. máx. media (°C)                        | 20.8                                         | 21.5                                         | 22.9                                         | 23.6                                         | 23.2                                         | 21.4                                         | 21.9                                         | 22.4                                         | 21.7                                         | 21.5                                         | 21.4                                         | 20.8                                         | 21.9                                         |
| Temp. media (°C)                             | 14.5                                         | 14.8                                         | 16.2                                         | 17.3                                         | 17.9                                         | 17.0                                         | 17.1                                         | 17.0                                         | 16.8                                         | 16.6                                         | 15.6                                         | 14.6                                         | 16.3                                         |
| Temp. mín. media (°C)                        | 8.3                                          | 8.2                                          | 9.5                                          | 11.1                                         | 12.6                                         | 12.7                                         | 12.4                                         | 11.7                                         | 12.0                                         | 11.7                                         | 9.8                                          | 8.5                                          | 10.7                                         |
| Precipitación total (mm)                     | 0                                            | 3                                            | 5                                            | 22                                           | 76                                           | 273                                          | 205                                          | 208                                          | 339                                          | 152                                          | 42                                           | 2                                            | 1327                                         |
| Fuente: Climate-Data.org                     |                                              |                                              |                                              |                                              |                                              |                                              |                                              |                                              |                                              |                                              |                                              |                                              |                                              |

### Ubicación geográfica
Concepción se encuentra en el departamento de Sololá a 6 km de la cabecera departamental Sololá y a 146 km de la Ciudad de Guatemala. 
- Noroeste y oeste: Sololá, municipio del departamento de Sololá
- Sur: Panajachel, municipio del departamento de Sololá
- Este y noreste: Chichicastenango, municipio del departamento de Quiché
- Sureste: San Andrés Semetabaj, municipio del departamento de Sololá[11]

| Noroeste: Sololá |                 | Nordeste: Chichicastenango    |
| Oeste: Sololá    |                 | Este: Chichicastenango        |
|                  | Sur: Panajachel | Sureste: San Andrés Semetabaj |

## Gobierno municipal
Los municipios se encuentran regulados en diversas leyes de la República, que establecen su forma de organización, lo relativo a la conformación de sus órganos administrativos y los tributos destinados para los mismos.  Aunque se trata de entidades autónomas, se encuentran sujetos a la legislación nacional y las principales leyes que los rigen desde 1985 son:
| N.º | Ley                                                | Descripción |
| --- | -------------------------------------------------- | --- |
| 1   | Constitución Política de la República de Guatemala | Tiene una regulación legal específica para los municipios en los artículos 253 al 262. |
| 2   | Ley Electoral y de Partidos Políticos              | Ley de carácter constitucional aplicable a los municipios en el tema de la conformación de sus autoridades electas. |
| 3   | Código Municipal                                   | Decreto 12-2002 del Congreso de la República de Guatemala. Tiene la categoría de ley ordinaria y contiene preceptos generales aplicables a todos los municipios, e inclusive contiene legislación referente a la creación de los municipios.             |
| 4   | Ley de Servicio Municipal                          | Decreto 1-87 del Congreso de la República de Guatemala. Regula las relaciones entra la municipalidad y los servidores públicos en materia laboral. Tiene su base constitucional en el artículo 262 de la constitución que ordena la emisión de la misma. |
| 5   | Ley General de Descentralización                   | Decreto 14-2002 del Congreso de la República de Guatemala. Regula el deber constitucional del Estado, y por ende del municipio, de promover y aplicar la descentralización y desconcentración económica y administrativa.                                |

El gobierno de los municipios está a cargo de un Concejo Municipal mientras que el código municipal —ley ordinaria que contiene disposiciones que se aplican a todos los municipios— establece que «el concejo municipal es el órgano colegiado superior de deliberación y de decisión de los asuntos municipales […] y tiene su sede en la circunscripción de la cabecera municipal»; el artículo 33 del mencionado código establece que «[le] corresponde con exclusividad al concejo municipal el ejercicio del gobierno del municipio».
El concejo municipal se integra con el alcalde, los síndicos y concejales, electos directamente por sufragio universal y secreto para un período de cuatro años, pudiendo ser reelectos.
Existen también las Alcaldías Auxiliares, los Comités Comunitarios de Desarrollo (COCODE), el Comité Municipal del Desarrollo (COMUDE), las asociaciones culturales y las comisiones de trabajo. Los alcaldes auxiliares son elegidos por las comunidades de acuerdo a sus principios y tradiciones, y se reúnen con el alcalde municipal el primer domingo de cada mes, mientras que los Comités Comunitarios de Desarrollo y el Comité Municipal de Desarrollo organizan y facilitan la participación de las comunidades priorizando necesidades y problemas.

## Historia

### Época colonial
No se tienen conocimiento sobre la fecha de fundación del municipio ya que no existe un documento que lo indique, aunque se sabe que el municipio fue llamado Concepción Quechelaj y Concepción Paquixalá según documentos registrados durante la colonia española. La palabra «Quechelaj» proviene del idioma kakchikel y significa «Río de espinas». Al llegar los conquistadores españoles al área en que se encontraba el poblado, decidieron llamarle «Nuestra Señora de La Concepción» en honor a la Virgen de la Concepción. El lugar fue cambiando de nombre en varias ocasiones.
En la época colonial formó parte del corregimiento de Tecpán Atitlán, y cuando dicho corregimiento se convirtió en la alcaldía mayor del departamento de Sololá en 1730, Nuestra Señora de La Concepción formó parte de dicha alcaldía, como se encontró en documentos de 1749. En el año 1765 fue conocido con el nombre de «Nuestra Señora de la Concepción Pajixolá» y en 1770, cuando el arzobispo Pedro Cortés y Larraz llegó al país y recorrió su diócesis, describió a la localidad como «Concepción Kixalá como parte de la parroquia de San Francisco Panajachel».
En cuanto a la doctrina católica, estuvo bajo la jurisdicción de los franciscanos, cuyos conventos y doctrinas en la diócesis de Guatemala se hallaban diseminados en donde se encuentra los modernos departamentos de Sacatepéquez, Chimaltenango, Sololá, Quetzaltenango, Totonicapán, Suchitepéquez y Escuintla.  La «Provincia del Santísimo Nombre de Jesús, como se llamaba la región a cargo de los franciscanos, tenía en 1603, catorce conventos en la diócesis de Guatemala, con un total de veinte religiosós en el Convento Grande de San Francisco de Santiago de los Caballeros y treinta y ocho distribuidos en las guardianías y doctrinas de Guatemala quienes ejercían oficios pastorales en las doctrinas de indios que administraban. Los conventos estaban habitados por reducidos grupos de religiosos: dos conventos con cinco franciscanos, cinco con cuatro, siete con tres, ocho con dos y uno con uno; solamente el de la ciudad de Santiago de Guatemala tenía un número relativamente grande.  Los franciscanos atendían ciento cuatro poblados indígenas en Guatemala, con un total de alrededor de treinta y cinco mil personas.  Pero para 1661, ya había veintiún conventos, con setenta religiosos en Santiago de los Caballeros y el noventa y dos distribuidos en las doctrinas.

### Tras la Independencia de Centroamérica
La región de Atitlán fue uno de los distritos originales del Estado de Guatemala cuando este fue creado oficialmente en 1825 y pertenecía al departamento de Sololá/Suchitepéquez. En ese año, la Asamblea Legislativa del Estado también dividió al Estado de Guatemala en once distritos para la impartición de justicia, y Concepción fue parte del circuito de Sololá en el distrito N.º7 (Sololá), el cual incluía también a Panajachel, San Andrés, Santa Catarina Palopó, San Antonio Palopó, San Jorge, Santa Cruz, Santa Lucía Utatlán, Santa Catarina Istaguacán y Argueta.

### El efímero Estado de Los Altos

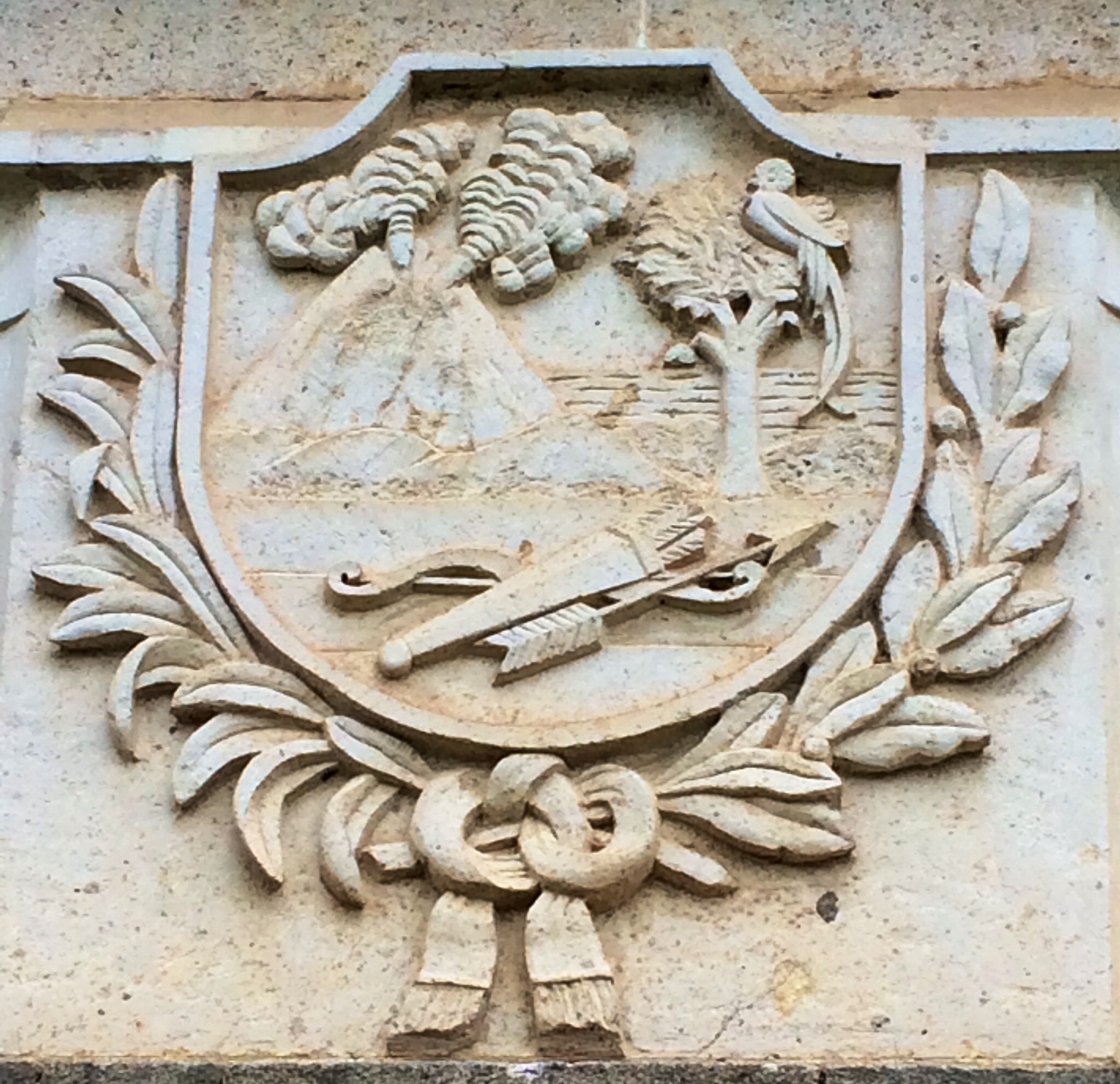
Escudo del Estado de los Altos

A partir del 12 de septiembre de 1839, la región de Atitlán fue parte de la región que formó el efímero Estado de Los Altos y que forzó a que el Estado de Guatemala se reorganizara en siete departamentos y dos distritos independientes: 
- Departamentos: Chimaltenango, Chiquimula, Escuintla, Guatemala, Mita, Sacatepéquez, y Verapaz
- Distritos: Izabal y Petén[15]

Las revueltas indígenas en el Estado de Los Altos fueron constantes y alcanzaron su punto crítico el 1.º de octubre de 1839, en Santa Catarina Ixtahuacán, Sololá, cuando tropas altenses reprimieron una sublevación y mataron a cuarenta vecinos. Encolerizados, los indígenas acudieron al caudillo conservador Rafael Carrera, en busca de protección. Por otra parte, en octubre de 1839 la tensión comercial entre Guatemala y Los Altos dio paso a movimientos militares; hubo rumores de que el general Agustín Guzmán -militar mexicano que estaba al mando de las Fuerzas Armadas de Los Altos- estaba organizando un ejército en Sololá con la intención de invadir Guatemala, lo que puso a ésta en máxima alerta.
Tras algunas escaramuzas, los ejércitos se enfrentaron en Sololá el 25 de enero de 1840; Carrera venció a las fuerzas del general Agustín Guzmán e incluso apresó a este mientras que el general Doroteo Monterrosa venció a las fuerzas altenses del coronel Antonio Corzo el 28 de enero.  El gobierno quetzalteco colapsó entonces, pues aparte de las derrotas militares, los poblados indígenas -incluyendo a los de Totonicapán- abrazaron la causa conservadora de inmediato; al entrar a Quetzaltenango al frente de dos mil hombres, Carrera fue recibido por una gran multitud que lo saludaba como su «libertador».
Carrera impuso un régimen duro y hostil para los liberales altenses, pero bondadoso para los indígenas de la región —derogando el impuesto personal— y para los eclesiásticos restituyendo los privilegios de la religión católica; el 26 de febrero de 1840 el gobierno de Guatemala colocó a Los Altos bajo su autoridad y el 13 de agosto nombró al corregidor de la región, el cual servía también como comandante general del ejército y superintendente.

### Tras la Reforma Liberal de 1871
Luego de la Reforma Liberal de 1871, el presidente de facto provisiorio Miguel García Granados dispuso crear el departamento de Quiché para mejorar la administración territorial de la República dada la enorme extensión del territorio de Totonicapán y de Sololá. De esta cuenta, el 12 de agosto de 1872 el departamento de Sololá perdió sus distritos de la Sierra y de Quiché y se vio reducido únicamente a los poblados de Concepción, villa de Sololá, San José Chacallá, San Andrés Semetabaj, Panajachel, San Jorge, Santa Cruz, Santa Lucía Utatlán, Santa Clara, Santa Bárbara, San Juan de los Leprosos, Visitación, San Pedro, San Juan, an Pablo, San Marcos, Atitlán, San Lucas Tolimán, San Antonio Palopó, Santa Catarina Palopó y Patulul.

### SigloXXI
El 11 de octubre de 2015, un mes después de las elecciones municipales, una turba linchó y dio muerte al alcalde reelecto Basilio Juracán, tras atribuirle un ataque armado en contra del excandidato a alcalde por el partido de la Unidad Nacional de la Esperanza —UNE—; la turba también incendió dos vehículos y tres viviendas, entre ellas la del difunto alcalde.
Todo se inició cuando el excandidato Lorenzo Sequec Juracán, se conducía en su automóvil con sus familiares en la ruta que comunica la Cumbre de Alaska con Sololá y fue víctima de un ataque armado; en el ataque fallecieron Lesbia Sequec Bocel, de 17 años, y Hermelinda Solís Bocel, de 18 años, hija y sobrina del excandidato, respectivamente, mientras que Sequec Juracan, de 38 años, Lourdes Paola Sequec Bocel, de 12, Eugenia Bocel Lopic de 36, Rosenda Bocel Sequec de 45 y Yovany Solís Bocel de 13 años resultaron heridos. Al saber el hecho, una turba enardecida atacó al alcalde —quien se había refugiado en su casa y creía esta en un lugar seguro— hasta darle muerte, y la Policía Nacional Civil tuvo que enviar a un batallón de elementos para retomar el control del municipio.